# Грау Казас, Жауме
Жауме Грау Казас (кат. Jaume Grau Casas; 2 декабря 1896, Барселона — 8 ноября 1950, Валенсия) — испанский каталонский писатель. Он считается крупнейшим поэтом на плановом языке эсперанто из Каталонии. Эссе и дневники времён его содержания в южно-французских лагерях для интернированных относятся к числу выдающихся документов, описывающих условия жизни того времени.

## Биография
Грау Казас родился в простой семье. Он работал на должности бухгалтера, переводчика, писателя и секретаря магистрата Сан-Кинти-де-Медиона. Принимал активное участие в различных социальных и политических движениях, в том числе близких к каталонизму. В связи с этим, после событий 6 октября в Каталонии, он с конца 1934 по 1935 год находился в заключении. В 1938 году он снова попал в тюрьму. Воспоминания об этих периодах пребывания в заточении он написал на каталанском языке в его Records de la presó («Отчёты из тюрьмы», 1934 и 1935) и Nous records de la presó («Новые отчёты из тюрьмы», 1938). Некоторые из этих текстов были опубликованы в газетах того времени.
После победы франкистов в испанской гражданской войне он бежал в феврале 1939 года во Францию. Там он был вновь арестован и провёл пять лет в различных лагерях для интернированных. В 1944 году он был освобождён из-под стражи, и в 1948 году он вернулся назад в Каталонию. Его записи из лагерей под названием Ulisses en el fang — Poemes de l’exili («Улисс в болоте — стихи из изгнания», 1939—1942) остаются неопубликованными, но хранятся в архиве союза эсперантистов Сабаделя.
После возвращении в Барселону он вскоре переехал со своей женой в Валенсию. Их взрослые дочь и сын остались в Барселоне. После того, как его Kataluna Antologio («Каталонская антология»), коллекция каталонской литературы в переводе на эсперанто, была опубликована в 1925 году и переиздана в 1931 году, в Валенсии он посвятил себя работе над Hispana Antologio («Испанская антология»). Однако эта книга осталась неоконченной из-за его смерти в возрасте 53 лет.

## Эсперанто
Грау Казас выучил эсперанто в возрасте восемнадцати лет. С 1920 по 1924 год он был редактором издания Kataluna Esperantisto («Каталонский эсперантист») и долгое время был председателем международного конкурса эсперанто-литературы Internaciaj Floraj Ludoj («Международные цветочные игры»). В 1919 и в 1936 годах он даже выигрывал главный приз Natura Floro. С 1926 года он входил в Lingva Komitato (Языковой комитет) и некоторое время был вице-президентом Akademio de Esperanto (Академии эсперанто). На национальном уровне он был председателем общества эсперанто в Барселоне и секретарём Каталонского союза эсперантистов. Он преподавал эсперанто в Ateneu Enciclopèdic Popular (AEP) и написал два учебника эсперанто на каталонском языке.

## Произведения

### Сборники стихов на эсперанто
- Amaj poemoj (Любовные стихи), 1924
- Novaj amaj poemoj (Новые стихи о любви), 1927
- La lastaj poemoj (Последние стихи), 1936

### Стихи на каталанском языке
- Cançó d’amor i melangia, 1932
- Somni d’uns dies de juny, 1936

### Сборник стихов на испанском языке
- El suplicio de tántalo, 1937

### Переводы
- Kataluna Antologio, 1925 (главный редактор и переводчик)
- La kataluna popolkanto, 1925 (каталонские народные песни; соавтор), (с Джоан Amades Gelats)
- Barbaraj prozaĵoj, 1926 (Варварская проза)

### Учебники
- Llengua auxxiliar internacional esperanto Primer Manual, 1930
- Curs complet de la llengua internacional [Gramatiko, ekzercaro kaj vortaro], 1934